# Access All Arenas
Access All Arenas è il secondo album dal vivo del gruppo musicale francese Justice, pubblicato nel 2013.

## Tracce
1. Genesis – 7:45
2. Helix – 4:06
3. Phantom – 4:01
4. Civilization – 6:04
5. Canon – 4:11
6. D.A.N.C.E. – 5:58
7. Horsepower – 5:24
8. New Lands – 4:30
9. Stress – 5:36
10. Waters of Nazareth – 6:53
11. Audio, Video, Disco – 9:58
12. Encore – 0:46
13. On'n'On – 5:34
14. Phantom Pt. II – 7:58